# Мунчел (Селаж)
Мунчел (рум. Muncel) — село у повіті Селаж в Румунії. Входить до складу комуни Крістолц.
Село розташоване на відстані 373 км на північний захід від Бухареста, 26 км на схід від Залеу, 52 км на північ від Клуж-Напоки.

## Населення
За даними перепису населення 2002 року у селі проживали 222 особи, усі — румуни. Усі жителі села рідною мовою назвали румунську.